# Samuel Eilenberg
Samuel Eilenberg, född 30 september 1913, död 30 januari 1988, var en polsk-amerikansk matematiker.
Eilenberg fick doktorsexamen från Universitetet i Warszawa 1936, där hans främsta intresse hade varit algebraisk topologi. Han träffade även Stefan Banach vid Lvivs universitet.
1939 emigrerade Eilenberg, som var av judisk härkomst till USA, och började 1940 som lärare vid University of Michigan, där han arbetade med den axiomatiska behandlingen av homologiteori med Norman Steenrod. 1945–46 var han gästföreläsare vid Princeton University och 1946 blev han professor vid University of Indiana. 1947 flyttade han till Columbia University.
Redan 1940 hade Eilenerg träffat Saunders Mac Lane, och de hade arbetade ihop inom homologisk algebra, då de i processen skapade kategoriteorin.
Eilenberg deltog i Bourbakigruppens möten och skrev ihop med Henri Cartan boken Homological Algebra 1956. Han forskade även inom automatteori, där han introducerade X-maskinen.
1986 fick Eilenberg Wolfpriset i matematik och 1987 Steelepriset.